# Spodoptera enunciatus
Spodoptera enunciatus là một loài bướm đêm trong họ Noctuidae.